# Estats de la República de Weimar

Estats de la República de Weimar

Abans de la Primera Guerra Mundial l'Alemanya guilleminiana del II Reich estava composta per 22 monarquies (quatre regnes, el més gran dels quals era Prússia; sis grans ducats; cinc ducats i set principats) a més de tres ciutats lliures (Lübeck, Hamburg i Bremen) i un territori imperial (Alsàcia-Lorena). Amb la fi de la Gran Guerra i el subsegüent Tractat de Versalles Alemanya va perdre una part del seu territori i molts dels estats federats van experimentar una sèrie de modificacions, bàsicament polítiques totes elles. Així, els 21 Estats restants van abolir les seves monarquies autoproclamant-se com a repúbliques. Per la seva banda, els quatre ducats ernestins (Gran Ducat de Saxònia, Ducat de Saxònia-Coburg i Gotha, Ducat de Saxònia-Altenburg i Ducat de Saxònia-Meiningen) van sobreviure breument com a repúbliques. Saxònia-Coburg i Gotha, es va separar en dos estats diferents. L'estat de l'antic territori del Ducat de Saxònia-Gotha, juntament amb els altres tres estats del ducats ernestins, es van integrar al 1920 a l'Estat de Turíngia. L'estat de l'antic Ducat de Saxònia-Coburg s'integrà a Baviera.
Aquests estats van ser gradualment abolits durant el règim Nazi per una sèrie de decrets entre 1933 i 1935, procés conegut com a Gleichschaltung ("nazificació"). Els antics estats federats es van substituir en diferents Gaue (plural de Gau). La ciutat lliure de Lübeck fou incorporada a Prússia el 1937. Aquesta divisió territorial fou formalment dissolta pels Aliats al final de Segona Guerra Mundial i finalment reorganitzats en els actuals estats moderns d'Alemanya.

## Estats lliures
| Estatal                   | Nom complet                                                                   | Capital       | Data d'establiment | Notes |
| ------------------------- | ----------------------------------------------------------------------------- | ------------- | ------------------ | --- |
| Anhalt                    | Estat Lliure d'Anhalt Freistaat Anhalt                                        | Dessau        | 1918               | Fusionat a Saxònia-Anhalt el 1945. |
| Baden                     | República de Baden Republik Baden                                             | Karlsruhe     | 1918               | Dividit entre Württemberg-Baden i Baden del Sud al 1945. |
| Baviera                   | Estat Lliure de Baviera Freistaat Bayern                                      | Múnic         | 1918               | |
| Brunsvic                  | Estat Lliure de Brunsvic Freistaat Braunschweig                               | Braunschweig  | 1918               | Desaparegut el 1946 i integrat a la Baixa Saxònia i Saxònia-Anhalt. |
| Coburg                    | Estat Lliure de Coburg Freistaat Coburg                                       | Coburg        | 1918–20            | Incorporat a Baviera el 1920 |
| Hessen                    | Estat Popular de Hessen Volksstaat Hessen                                     | Darmstadt     | 1918               | Dividit entre Gran Hessen i Renània-Palatinat el 1945. |
| Lippe                     | Estat Lliure de Lippe Freistaat Lippe                                         | Detmold       | 1918               | Fusionat el 1947 a Rin del Nord-Westfàlia |
| Mecklenburg-Schwerin      | Estat Lliure de Mecklenburg-Schwerin Freistaat Mecklenburg-Schwerin           | Schwerin      | 1918               | Fusionat a Mecklenburg-Pomerània Occidental el 1933. |
| Mecklenburg-Strelitz      | Estat Lliure de Mecklenburg-Strelitz Freistaat Mecklenburg-Strelitz           | Neustrelitz   | 1918               | Incorporat a Mecklenburg-Pomerània Occidental el 1933. |
| Oldenburg                 | Estat Lliure d'Oldenburg Freistaat Oldenburg                                  | Oldenburg     | 1918               | Dividit entre la Baixa Saxònia, Slesvig-Holstein i Renània-Palatinat al 1946. |
| Prússia                   | Estat lliure de Prússia Freistaat Preußen                                     | Berlín        | 1918               | Abolit el 1947. |
| Reuss                     | Estat Popular de Reuss Volksstaat Reuß                                        | Gera          | 1918–20            | Fusionat el 1920 a l'Estat de Turíngia. |
| Saxònia                   | Estat lliure de Saxònia Freistaat Sachsen                                     | Dresden       | 1918               | |
| Saxònia-Altenburg         | Estat Lliure de Saxònia-Altenburg Freistaat Sachsen-Altenburg                 | Altenburg     | 1918–20            | Incorporat el 1920 a l'Estat de Turíngia. |
| Saxònia-Gotha             | Estat Lliure de Saxònia-Gotha Freistaat Sachsen-Gotha                         | Gotha         | 1918–20            | Incorporat el 1920 a l'Estat de Turíngia. |
| Saxònia-Meiningen         | Estat Lliure de Saxònia-Meiningen Freistaat Sachsen-Meiningen                 | Meiningen     | 1918–20            | Incorporat el 1920 a l'Estat de Turíngia. |
| Saxònia-Weimar-Eisenach   | Estat Lliure de Saxònia-Weimar-Eisenach Freistaat Sachsen-Weimar-Eisenach     | Weimar        | 1918–20            | Incorporat el 1920 a l'Estat de Turíngia. |
| Schaumburg-Lippe          | Estat Lliure de Schaumburg-Lippe Freistaat Schaumburg-Lippe                   | Bückeburg     | 1918               | Fusionat el 1946 a la Baixa Saxònia. |
| Schwarzburg-Rudolstadt    | Estat Lliure de Schwarzburg-Rudolstadt Freistaat Schwarzburg-Rudolstadt       | Rudolstadt    | 1918–20            | Incorporat el 1920 a l'Estat de Turíngia. |
| Schwarzburg-Sondershausen | Estat Lliure de Schwarzburg-Sondershausen Freistaat Schwarzburg-Sondershausen | Sondershausen | 1918–20            | Incorporat el 1920 a l'Estat de Turíngia. |
| Turíngia                  | Estat Turíngia Land Thüringen                                                 | Erfurt        | 1920               | Nascut el 1920 amb la incorporació dels antics Estats Lliures de Saxònia-Altenburg, Saxònia-Gotha, Saxònia-Meiningen, Saxònia-Weimar-Eisenach, Schwarzburg-Rudolstadt, Schwarzburg-Sondershausen i l'Estat Popular de Reuss. |
| Waldeck-Pyrmont           | Estat Lliure de Waldeck-Pyrmont Freistaat Waldeck-Pyrmont                     | Arolsen       | 1918–29            | Pyrmont fusionat a Prússia el 1921, i Waldeck fusionat a Prússia el 1929. |
| Württemberg               | Estat Lliure Popular de Württemberg Freier Volksstaat Württemberg             | Stuttgart     | 1918               | Dividit entre Württemberg-Baden i Württemberg-Hohenzollern al 1945. |

## Ciutats lliures i hanseàtiques
| Estatal | Nom ple                                                           | Capital | Notes                       |
| ------- | ----------------------------------------------------------------- | ------- | --------------------------- |
| Bremen  | Ciutat Lliure i Hanseàtica de Bremen Freie Hansestadt Bremen      | Bremen  |                             |
| Hamburg | Ciutat Lliure i Hanseàtica d'Hamburg Freie und Hansestadt Hamburg | Hamburg |                             |
| Lübeck  | Ciutat Lliure i Hanseàtica de Lübeck Freie und Hansestadt Lübeck  | Lübeck  | Fusionat a Prússia el 1937. |

## Altres territoris
Després de la Primera Guerra Mundial, la conca de Saar va ser ocupada i governada conjuntament pel Regne Unit i França entre 1920 i 1935 sota el mandat de la Societat de Nacions. Després d'un plebiscit celebrat el 1935, la regió va ser retornada a Alemanya.
D'acord amb el Tractat de Versalles, la ciutat de Danzig (avui Gdańsk, a Polònia) va ser separada d'Alemanya el 15 de novembre de 1920 i es va convertir en una ciutat estat semiautònoma sota la protecció de la Societat de les Nacions. El Tractat va declarar que havia de romandre separat tant de Alemanya com de la nova Polònia independent, però no era un estat sobirà propi. Després que els nazis van envair Polònia al setembre de 1939, es va revocar l'estatut autonòmic de la ciutat i va ser annexionat per Alemanya.